# 3 a.m.
Singles de Eminem
"We Made You" "Old Time's Sake"
Pistes de Relapse
"Dr. West (intro)" "My Mom"
3 a.m. est le deuxième single officiel de l'album Relapse d'Eminem. Produit par Dr. Dre, ce titre se veut être une idée générale de l'atmosphère sinistre de l'album.

## Concept
La chanson met en scène Eminem jouant le rôle d'un tueur en série amnésique qui questionne son état et se remémore diverses homicides commis. Le clip suit d'ailleurs ce fil conducteur. Eminem utilise volontairement une voix nasillarde comme il le fait lorsqu'il joue son alter ego Slim Shady pour coller avec l'aspect psychopathe du personnage. 

« Ces moments sordides que je traverse, j'en suis à la fois émerveillé et estomaqué / Qui a donc pu me transmettre ces gênes ? / Je suis le fils prodigue, le diabolique / Qui reste soigneux quand il passe à l'acte [...] Il est trois heures du matin, je mets ma clé dans la serrure / Des corps reposent sur le sol / Je ne me rappelle pas comment ils sont arrivés là / Mais j’imagine que je les ai tués »

— Extrait traduit en français de "3 a.m."
Dans ce titre et comme à son habitude, Eminem mêle des éléments de sa vie privée. Ici il s'agit d'analgésiques dont il est dépendant : vicodin, catolapin, etc.

## Clip
Eminem annonce sur la radio Shade 45 que le tournage du clip s'est déroulé à 3 h du matin à Détroit. Il a été réalisé par Syndrome, qui avait déjà dirigé celui de "Crack a Bottle". Eminem y joue un tueur en série qui s'est échappé d'une clinique de réhabilitation Popsomp Hills Rehabilitation Center.
Le clip est présenté pour la première fois le 2 mai 2009 sur la chaîne américaine Cinemax, avant la projection du film d'horreur The Strangers.
La chaîne de télévision Fuse TV a classé l'album  comme 4e des meilleures vidéos de 2009,.

## Classements
| Classement(2009)               | Meilleure position |
| ------------------------------ | ------------------ |
| Australie (ARIA)               | 38                 |
| Canada                         | 24                 |
| Royaume-Uni (UK Singles Chart) | 56                 |
| États-Unis(Billboard Hot 100)  | 32                 |
| États-Unis (Pop 100)           | 37                 |

## Crédits
- Mike Elizondo : guitare, basse, claviers
- Mark Batson : claviers
- Dawaun Parker : claviers
- Trevor Lawrence, Jr. : claviers